# Pianoconcert nr. 3 (Prokofjev)
Het Pianoconcert nr. 3 in C majeur, opus 26 is een compositie van de Russische componist Sergej Prokofjev geschreven in een periode van 1917 tot 1921.
Het pianoconcert bestaat uit drie delen:
1. Andante - Allegro
2. Tema con variazioni
3. Allegro, ma non troppo

## Geschiedenis
Prokofjev zocht naar inspiratie voor dit concert in zijn "houten boek", een boek waarin hij ideeën noteerde. Hiermee ligt de basis voor dit concert eigenlijk al in de periode tussen 1911 en 1918; het Andante - Allegro bevat twee thema's uit 1916 en een akkoordenpassage uit 1911. Het Tema con variazioni is ontstaan uit schetsen uit 1913 en het Allegro, ma non troppo bestaat uit thema's die oorspronkelijk waren bedoeld voor een strijkkwartet gedateerd 1918.
Toen Prokofjev aan het concert begon tijdens een vakantie in het Bretagne schreef hij: 

Ik had al het thematische materiaal al behalve een derde thema voor de finale en het ondergeschikte thema voor het eerste deel.

Prokofjevs derde pianoconcert is ongetwijfeld het populairste van de vijf die hij voltooide. In populariteit benadert het werk aardig Tsjaikovski's eerste pianoconcert en de pianoconcerten van Sergej Rachmaninov.

## Het concert
Het eerste deel (C majeur) opent met een andante klarinetsolo; een lange, lyrische melodie die uiteindelijk door het gehele orkest wordt overgenomen en uitgebreid. De allegro inval van de piano breekt de sfeer onverwachts in een uitbundige, harmonische vlaag. Piano en orkest gaan op in een dialoog. Een groots andante terugkeer naar het eerste thema doet zich aan, waarna het Andante - Allegro wordt afgesloten in een spannend virtuoos allegro.
Het tweede deel (e mineur) bestaat uit een thema met vijf variaties en laat een lichtelijk sarcastisch stukje humor zien. Het hoofdthema wordt neergezet door het orkest met een haastige gavotte. De eerste variatie is een brede herhaling van de piano beginnend met een lange triller gevolgd door een glissando-achtig loopje op de piano. De tweede variatie wordt gespeeld door het orkest in een galopperende passage waar de piano enige spanning veroorzaakt met lange loopjes over het klavier. De derde variaties is een zwaar syncopisch omgevormde versie van het hoofdthema met een jazz-achtig vleugje eroverheen. Het vierde thema, - waarschijnlijk het bekendst -, is een griezeling, spokende adaptatie van het thema waar een sinistere dialoog wordt gevoerd tussen de piano en het orkest. Een koel motief van dalende tertsen voor de piano voegt een buitenaards sfeertje toe. De vijfde variatie is een allegro voor solist en orkest beginnend in een stralende majeur sleutel, maar die moduleert als het hoofdthema om de hoek komt kijken. In het coda wordt het hoofdthema in haar originele vorm gespeeld. In een kort andante krijgt de piano het laatste woord met een laag E-mineurakkoord.
Het derde deel (C majeur) werd door Prokofjev zelf beschreven als een "ruzie" tussen de solist en het orkest. Het Allegro, ma non troppo opent in a mineur met het hoofdthema gespeeld door de fagotten en pizzicato spelende strijkers plots gestoord door de pianist die een contrasterend thema speelt. De interactie laait op met een kleine versnelling voordat een tweede thema door de blazers wordt gespeeld. De piano geeft een sarcastisch antwoord, waarna de rust wordt opgebouwd tot een climax voor de pianist en strijkers. Deze ebt weg in het coda. Het meest virtuoze deel van het concert doet zich aan met een allegro terugkeer van het hoofdthema met de fagotten, maar in e mineur. De pianist gaat als een kabbelend beekje over het klavier heen. De piano komt terug met een D-majeurpassage en gaat over in een bitonale passage tegenover de in G majeur spelende strijkers. De coda explodeert in een muzikale strijk tussen de solist en het orkest met knallende geclusterde pianoakkoorden. Het Allegro, ma non troppo gaat weer over in C majeur om te eindigen in een florend fortissimo.